# Совет безопасности Республики Казахстан
Совет безопасности Республики Казахстан (каз. Қазақстан Республикасының Қауіпсіздік Кеңесі) — в соответствии с подпунктом 20 статьи 44 Конституции Республики Казахстан является консультативно-совещательным органом, образуемым Президентом Республики Казахстан для выработки решений и содействия реализаций Главой государства полномочий по обеспечению обороноспособности и национальной безопасности, сохранению государственного суверенитета, независимости и территориальной целостности Республики Казахстан, поддержанию социально-политической стабильности в стране, защите конституционных прав и свобод граждан.
Председателем Совета безопасности с 5 января 2022 года является Президент Республики Казахстан — Касым-Жомарт Токаев. Согласно закону о Совете безопасности РК считается, что пожизненным председателем Совета безопасности является первый президент Республики Казахстан — Нурсултан Назарбаев. В 2017 году был принят закон о Совете безопасности республики, председателем которого «пожизненно» назначался первый президент Казахстана. Ранее эксперты рассматривали этот закон как проект, позволяющий Назарбаеву сохранить власть до момента его смерти, даже если в стране будет другой президент и правительство. 19 января 2022 года Мажилис Казахстана отменил пожизненное председательство Нурсултана Назарбаева в Совете безопасности Республики Казахстан.

## История
Действующее Положение о Совете безопасности утверждено Указом Президента Республики Казахстан от 12 февраля 2019 года № 838.
Свою историю Совет безопасности ведет с 1991 года, когда Указом Президента Казахской ССР от 21 августа был образован Совет безопасности Казахской ССР, который в связи с провозглашением независимости республики 16 декабря 1991 года был преобразован в Совет безопасности Республики Казахстан.

## Полномочия
Совет безопасности Республики Казахстан (далее — Совет безопасности) в соответствии со статьей 1 Закона Республики Казахстан от 5 июля 2018 года «О Совете безопасности Республики Казахстан» является конституционным органом, образуемым Президентом Республики Казахстан и координирующим проведение единой государственной политики в сфере обеспечения национальной безопасности и обороноспособности Республики Казахстан в целях сохранения внутриполитической стабильности, защиты конституционного строя, государственной независимости, территориальной целостности и национальных интересов Казахстана на международной арене.
Действующее Положение о Совете безопасности утверждено Указом Президента Республики Казахстан от 12 февраля 2019 года № 838.
Основными задачами Совета безопасности являются:
1) внесение предложений и рекомендаций Президенту по реализации основных направлений государственной политики в области обеспечения национальной безопасности, укрепления обороноспособности страны, обеспечения законности и правопорядка, координации деятельности государственных органов и организаций в этих сферах;
2) выработка проектов решений для Президента по:
введению, продлению, отмене военного положения;
введению, продлению, отмене чрезвычайного положения;
использованию Вооруженных Сил Республики Казахстан для выполнения международных обязательств по поддержанию мира и безопасности;
3) иные задачи в соответствии с законодательством Республики Казахстан и решениями Председателя Совета безопасности.
Совет безопасности координирует деятельность государственных органов и организаций, правоохранительных и специальных государственных органов по реализации мероприятий в сфере обеспечения национальной безопасности и международных позиций страны, обороноспособности государства, законности и правопорядка, а также анализирует законопроекты и контролирует исполнение нормативных документов в пределах компетенции.
Состав Совета безопасности формируется Президентом Республики Казахстан по согласованию с Председателем Совета безопасности.
Членами Совета безопасности по должности являются: Президент Республики Казахстан, Председатель Сената Парламента Республики Казахстан, Председатель Мажилиса Парламента Республики Казахстан, Премьер-Министр Республики Казахстан, Руководитель Администрации Президента Республики Казахстан, помощник Президента — Секретарь Совета безопасности Республики Казахстан (далее — Секретарь Совета безопасности), Генеральный Прокурор Республики Казахстан, Председатель Комитета национальной безопасности Республики Казахстан, Начальник Службы государственной охраны Республики Казахстан, Министр иностранных дел Республики Казахстан, Министр обороны Республики Казахстан, Министр внутренних дел Республики Казахстан.
При необходимости по согласованию с Председателем Совета безопасности Президент может дополнительно назначить членами Совета безопасности иных лиц.
Заседания Совета безопасности проводятся под председательством Председателя Совета безопасности или одним из членов Совета безопасности по уполномочию Председателя. Периодичность проведения заседаний Совета безопасности определяется Председателем Совета безопасности.
По решению Председателя Совета безопасности могут проводиться оперативные совещания Совета безопасности с участием отдельных членов Совета безопасности.
Решения Совета безопасности и оперативных совещаний Совета безопасности принимаются простым большинством голосов от общего количества присутствующих членов Совета безопасности. При равенстве голосов голос председательствующего является решающим.
Решения Совета безопасности и оперативных совещаний Совета безопасности вступают в силу после их утверждения Председателем Совета безопасности, при необходимости они реализуются актами Президента.
Решения Совета безопасности, а также оперативных совещаний Совета безопасности являются обязательными и подлежат неукоснительному исполнению государственными органами, организациями и должностными лицами Республики Казахстан.
Информационно-аналитическое и организационное обеспечение деятельности Совета безопасности осуществляет Аппарат Совета безопасности.
При необходимости для обеспечения деятельности Совета безопасности могут создаваться межведомственные комиссии Совета безопасности, Экспертный совет, инспекционные и рабочие группы, а также иные консультативно-совещательные органы при Совете безопасности. Вопрос об их создании, задачах, функциях и должностном составе решается Председателем Совета безопасности по представлению Секретаря Совета безопасности.
Межведомственные комиссии Совета безопасности, Экспертный совет, инспекционные и рабочие группы, а также иные консультативно-совещательные органы при Совете безопасности осуществляют подготовку материалов к заседаниям и оперативным совещаниям Совета безопасности, выполняют аналитическую и исследовательскую работу по поручению Совета безопасности, Президента, Председателя Совета безопасности, разрабатывают предложения и рекомендации Совету безопасности по основным направлениям государственной политики в сфере обеспечения национальной безопасности и обороноспособности страны.
Деятельность консультативно-совещательных органов Совета безопасности и при Совете безопасности координируется Секретарем Совета безопасности.
Информационно-аналитическое и организационно-техническое обеспечение деятельности межведомственных комиссий Совета безопасности, Экспертного совета, инспекционных и рабочих групп, иных консультативно-совещательных органов при Совете безопасности осуществляют государственные органы и организации, представители которых участвуют в работе этих органов, а также Аппарат.

## Секретарь Совета безопасности
Должность Секретаря Совета безопасности утверждена с июня 1994 года.
Секретарь Совета безопасности является должностным лицом, назначаемым на должность и освобождаемым от должности Президентом Республики Казахстан по согласованию с Председателем Совета безопасности, которому непосредственно подчинен и подотчетен. Возглавляет Аппарат Совета безопасности.
Секретарём Совета безопасности на данный момент является Гизат Нурдаулетов
Ранее должность Секретаря Совета безопасности занимали:
- А. Исекешев (январь 2020 г. — февраль 2022)
- К. Касымов (февраль 2019 г. — январь 2020 г.)
- Г. Байжанов (сентябрь 2018 г. — февраль 2019 г.)
- Н. Ермекбаев (апрель 2018 г. — август 2018 г.)
- В. Жумаканов (сентябрь 2016 г. — апрель 2018 г.)
- Н. Ермекбаев (ноябрь 2014 г. — сентябрь 2016 г.)
- К. Кожамжаров (январь 2013 г. — август 2014 г.)
- М. Тажин (сентябрь 2009 г. — январь 2013 г.)
- К. Сулейменов (август 2008 г. — сентябрь 2009 г.)
- Б. Имашев (январь 2007 г. — август 2008 г.)
- М. Тажин (март 2006 г. — январь 2007 г.)
- Б. Утемуратов (июнь 2003 г. — март 2006 г.)
- О. Оксикбаев (август 2002 г. — июнь 2003 г.)
- М. Тажин (декабрь 2001 г. — август 2002 г.)
- А. Сарсенбаев (май 2001 г. — декабрь 2001 г.)
- М. Тажин (февраль 1999 г. — май 2001 г.)
- Б. Сарсеков (октябрь 1996 г. — февраль 1999 г.)
- Б. Турсумбаев (октябрь 1995 г. — октябрь 1996 г.)
- Т. Жукеев (октябрь 1994 г. — октябрь 1995 г.)
- Б. Баекенов (июнь 1994 г. — октябрь 1994 г.)